# Якубко, Якуб
Якуб Якубко (словац. Jakub Jakubko; род. 24 августа 2004) — словацкий футболист, защитник клуба «Кошице».

## Клубная карьера
Якубко — воспитанник клубов «Чимани», «Татран», «Попрад» и «Кошице». 22 октября 2022 года в матче против миявского «Спартака» он дебютировал в Найк лиге в составе последних. 15 апреля 2023 года в поединке против «Славой» Требишов Якуб забил свой первый гол за «Кошице». В начале 2024 года Якубко на правах аренды перешёл в «Петржалка». 1 марта в матче против миявского «Спартака» он дебютировал за новый клуб. 24 марта в поединке против «Пухова» Якуб забил свой первый гол за «Петржалку». По окончании аренды игрок вернулся в «Кошице».